# Frank McCourt
Francis "Frank" McCourt (Brooklyn, Nova York, 19 d'agost de 1930 - Manhattan, Nova York, 19 de juliol de 2009) va ser un professor i escriptor estatunidenc criat a Limerick, Irlanda. Sobretot és conegut per ser autor del llibre Les cendres d'Àngela, pel qual va rebre un Premi Pulitzer.
Els seus pares, Malachy McCourt (1901-1985), i Angela Sheehan (1908-1981), catòlica irlandesa,nascuda a Limerick, es van casar el 28 de març de 1930 i va tenir el seu primer fill, Frank. Frank McCourt va viure a Nova York amb els seus pares i quatre germans menors: Malachy, nascut el 1931; els bessons Oliver i Eugene, nascuts el 1932; i una germana menor, Margaret, que va morir només set setmanes després del naixement, el 1934.
Enmig de la Gran Depressió, la família es va traslladar a Irlanda. El pare no va poder trobar treballs constants a Belfast o Dublín i es va refugiar a l'alcoholisme. La família McCourt va tornar a Limerick (lloc de naixement de la mare), on es va enfonsar encara més en la pobresa. Van viure en un barri amarat per la pluja; els pares i els nens compartien un llit junts; el pare de McCourt, bevent els escassos diners que tenien. El seu pare, havent nascut al nord i mantenint el seu accent, va trobar que aquest tret era un estressor afegit per trobar feina. El pare era alcohòlic i va abandonar la seva família quan McCourt només tenia 12 anys.
Els bessons Oliver i Eugene van morir a la primera infància a causa de la misèria de les seves circumstàncies, i van néixer dos nens més: Michael, que més tard va viure a San Francisco (on va ser nomenat "degà de Bartenders") fins a la seva mort, al setembre de 2015, i Alphonsus, que va publicar una memòria pròpia i va morir el 2016. El propi Frank McCourt gairebé va morir de febre tifoidea quan tenia 11 anys.
Quan Frank McCourt complí 19 anys va emigrar als Estats Units. Va agafar un vaixell des de Cork a la ciutat de Nova York. Un sacerdot que havia conegut al vaixell li va aconseguir una habitació per quedar-se i un treball a l'hotel Biltmore de la ciutat de Nova York. Va guanyar al voltant de 26 dòlars a la setmana i envià 10 dòlars a la seva mare a Limerick. Els germans Malachy i Michael el van seguir a Nova York i, després, també ho va fer la seva mare, Angela. Al 1951, McCourt va ser reclutat durant la Guerra de Corea i enviat a Baviera durant dos anys, inicialment entrenant gossos i després com a empleat. En ser donat de baixa de l'Exèrcit dels EUA, va tornar a la ciutat de Nova York, on va exercir una sèrie de treballs en molls, magatzems i bancs. Va estudiar una carrera a la Universitat de Nova York. Després de fer un màster a la Universitat de Brooklyn, el 1958; va ensenyar anglès a l'Institut McKee i a l'Institut Stuyvesant, a la ciutat de Nova York, on es va fer de la Federació Americana de Professors. Al principi tenia problemes amb l'ensenyament, perquè els seus estudiants eren indisciplinats i desobedients. Però finalment Frank McCourt es convertí en un professor molt experimentat. Va acabar la seva carrera com a mestre després de 30 anys.
Va rebre el Premi Pulitzer el 1997 per les seves memòries a Les cendres d'Angela (Angela's Ashes) (1996), llibre autobiogràfic que detalla la seva pobre infantesa com a catòlic irlandès en el poble de Limerick. És també l'autor de I tant (Tis) (1999), que continua la narrativa de la seva vida, començant a partir del final del llibre previ i centrant-se en la vida com a nou immigrant a Amèrica. El seu últim títol és El professor (Teacher Man) (2005), en el qual detalla els desafiaments de ser un professor jove, que ha de transmetre coneixement als seus estudiants. Els seus treballs són sovint part del programa escolar dels instituts. El 2002 la Universitat de Western Ontario li va atorgar un títol honorífic.
El seu germà Malachy McCourt també és un escriptor autobiogràfic. Junts van crear l'espectacle A Couple of Blaguards, dos homes que parlen sobre les seves vides i experiències.
Frank McCourt vivia amb la seva muller Ellen a la ciutat de Nova York i Connecticut. Tenia una filla, Maggie, amb la seva primera muller, i una neta, Chiara.

## Traduccions al català
- Les cendres d'Angela. Traducció: Eduard Castanyo.  Alzira: Editorial Bromera. ISBN 9788498241754. «Títol original: Angela's Ashes (1996)»
- I tant. Traducció: Eduard Castanyo.  Alzira: Editorial Bromera. ISBN 9788498242553. «Títol original: 'Tis (1999)»
- El professor. Traducció: Eduard Castanyo.  Alzira: Editorial Bromera. ISBN 9788498240863. «Títol original: Teacher Man (2005)»